# Didinga (peuple)
Pour les articles homonymes, voir Didinga.
Les Didinga sont un peuple d'Afrique de l'Est établi au Soudan du Sud. Quelques communautés vivent également en Éthiopie et dans le nord du Kenya.

## Ethnonymie
Selon les sources, on observe quelques variantes : Di'dinga, Didingas, Toi, Xaroxa.

## Langue
Leur langue est le didinga, une langue soudanique orientale, dont le nombre de locuteurs était estimé à 60 000 en 2007.